# Surcharge sensorielle

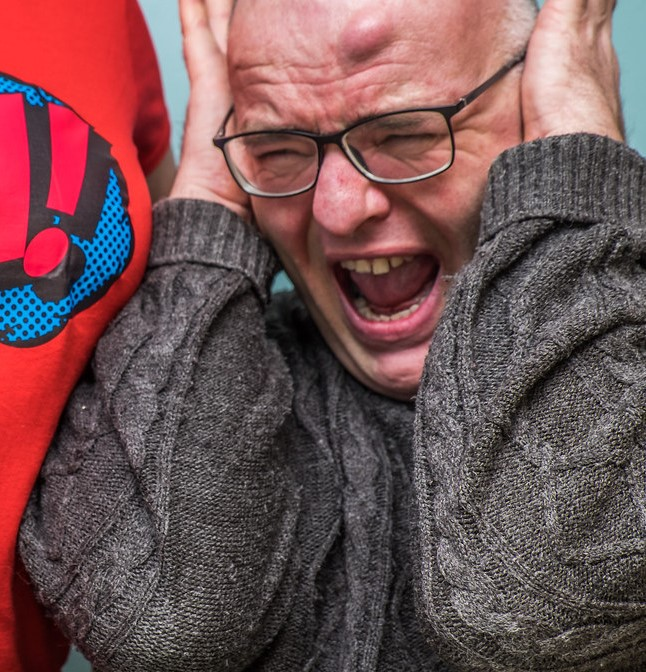
Réponse corporelle à la surcharge sensorielle.

La surcharge sensorielle se produit lorsqu'un ou plusieurs sens du corps subissent une sur-stimulation liée à l'environnement. De nombreux éléments environnementaux affectent un individu. Des exemples de ces éléments sont l'urbanisation, la surpopulation, le bruit, les médias de masse et la technologie,,.

## Symptômes
Il existe une grande variété de symptômes associés à une surcharge sensorielle. Ces symptômes peuvent survenir chez les enfants et les adultes. Certains de ces symptômes incluent :
- Irritabilité
- « Se fermer », ou refuser de participer à des activités et d'interagir avec les autres
- Éviter de toucher ou d'être touché
- Se plaindre de bruits qui n'affectent pas les autres
- Surexcitation
- Se couvrir les yeux à cause de lumières vives
- Faire de mauvais contacts visuels
- Se couvrir les oreilles pour atténuer les sons ou les voix
- Changer constamment d'activités sans les terminer
- Déconcentration causée par des chaussures, des chaussettes, des étiquettes ou des textures différentes
- Hypersensibilité au toucher, au mouvement, aux images ou aux sons
- Problèmes avec les interactions sociales
- Niveaux d'activité extrêmement élevés ou extrêmement faibles[1]
- Tension musculaire
- Hyperhidrose (transpiration extrême)
- Bougeotte et agitation
- Colères explosives
- Automutilation
- Insomnie et fatigue
- Difficulté de concentration[4]

## Causes
La surcharge sensorielle peut résulter de la sur-stimulation de l'un des sens.
- Ouïe : bruit fort ou son provenant de sources multiples, comme plusieurs personnes qui parlent en même temps.
- Vue : espaces encombrés, lumières vives, lumières stroboscopiques ou environnements avec beaucoup de mouvement tels que des foules ou des changements de scène fréquents à la télévision.
- Odeur et goût : arômes forts ou aliments épicés.
- Toucher : sensations tactiles telles que le fait d'être touché par une autre personne ou la sensation d'une texture sur la peau[5].
- Vestibulaire : comme les étourdissements ou le mal des transports.

## Composante d'autres troubles et conditions
Il a été constaté que la surcharge sensorielle était associée à d'autres troubles et affections incluant :
- Trouble du déficit de l'attention avec ou sans hyperactivité (TDAH) : les personnes avec un TDAH montre une hypersensibilité aux stimulus sensoriels depuis un jeune âge ; cette hypersensibilité persiste souvent dans la vie adulte[6],[7]. Le traitement sensoriel sur les personnes avec un TDAH ne semble pas différent concernant les potentiels évoqués ; cependant, elles présentent des différences significatives dans les réponses au potentiel lié à l'événement impliqué dans le traitement cognitif tardif, comme P300, CNV, Pe, ce qui pourrait indiquer que l'hypersensibilité du TDAH est causée par des anomalies dans l'expectative et l'allocation de l'attention aux stimuli sensoriels[7]. Les anomalies du traitement cognitif ultérieur peuvent contribuer à l'hypersensibilité et à la sensation de surcharge sensorielle chez ces personnes.

- Trouble de stress post-traumatique (TSPT) : les personnes atteintes de TSPT sont sujettes à une surcharge sensorielle due à une hypersensibilité générale aux stimuli sensoriels, partiellement causée par des problèmes de régulation sensorielle ; ceci est confirmé par le fait que les personnes atteintes de TSPT ont un contrôle de l'onde P50 altéré et une incapacité à filtrer les stimuli auditifs redondants[8],[9]. Les irrégularités dans la production et la réponse aux neurotransmetteurs sont l'une des étiologies possibles de la surcharge sensorielle chez les personnes atteintes de TSPT ; plus précisément, les personnes avec TSPT peuvent présenter une hypersensibilité aux stimuli en raison de déséquilibres homéostatiques chroniques de la dopamine et de la noradrénaline[9]. L'hypersensibilité des personnes atteintes de TSPT aux stimuli sensoriels est confirmée par une réponse accrue du potentiel lié à l'événement P300 par rapport aux témoins sains, ce qui indique une attention accrue semi-permanente aux stimuli déviants et saillants[8].

- Trouble obsessionnel compulsif (TOC)[10] : les personnes atteintes de TOC font preuve d'une inflexibilité cognitive face à des environnements changeants[11]. Il semble que les personnes atteintes de TOC soient hypersensibles aux stimuli qui indiquent des situations négatives[12], et cette hypersensibilité peut contribuer à une surcharge sensorielle. Selon la théorie, ces personnes ont des compulsions qui les poussent à effectuer des actions répétitives en raison d'un doute sur elles-mêmes et d'un désir d'atteindre la perfection[13]. La mémoire de travail épisodique et les fonctions exécutives sont altérées selon les dernières études, laissant beaucoup d'hypothèses. La mémoire à plus long terme est utilisée plus régulièrement mais de manière moins efficace que la mémoire épisodique. La peur d'être contaminé est un déclencheur commun des compulsions chez les personnes atteintes de TOC ; ces dernières gèrent généralement cette perception en se lavant les mains de manière répétitive[13]. Dans une situation où une personne est soumise à un stimulus environnemental qui suscite une compulsion, comme le fait de se salir les mains, elle peut se sentir submergée par les stimuli sensoriels et gérer cette surcharge sensorielle en atténuant le stress par des compulsions comme le lavage répétitif des mains.  Les personnes atteintes de TOC de vérifications sont comme pour le TOC de contamination concernées par les surcharges sensorielles. Elles sont majoritairement sensibles au toucher, à la vue et pour une part à l'audition ce qui explique la prévalence TOC et misophonie relevés par les personnes concernées. Il n'y a pas de critères de diagnostics clairs à l'heure actuelle concernant des TOC avec misophonie et misokinésie (à ne pas confondre avec les critères de diagnostics du TSA et TDAH). Cela peut s'expliquer pour un sous-type TOC, par la présence de synesthésie tels son-émotions et visuel-son. On peut lier ce sous-type à un trouble de la perception des sensations (déclencheur-trigger, dysfonctionnement attentionnel hors TDAH) avec des triggers pas nécessairement suivis par de pensées conscientes ou par des images accablantes mais aboutissant à des compulsions TOC. Les compulsions TOC avec triggers peuvent pour certains individus diminuer ou disparaitre pour un temps par exemple en mettant en place différentes mesures en plus d'un suivi par un professionnel de la santé, en stimulant les différents sens (toucher, goût…) en courcircuitant la priorité au sens visuel et le circuit de la récompense de manière contrôlée pour ne pas provoquer un trouble du comportement alimentaire compulsif (TCA), en diminuant la luminosité des écrans ou lors d'une situation de surcharge auditive et visuelle en obturant les voies auditives par des bouchons ou un casque avec une fonctionnalité de suppression du bruit dans le cas d'une synesthésie avérée. Les personnes avec TOC ayant des surcharges sensorielles auront du mal à les identifier. On parle alors d'un mauvais insight dans ce cas car l'individu a du mal à reconnaître ses propres signaux internes et à lister l'ensemble des symptômes de son TOC d'où l'importance des forums et groupes autour de ce sujet et de consulter prioritairement un spécialiste de santé pour un mieux-être car il s'agit de personnalités à caractère obsessionnel. Ce n'est pas nécessairement péjoratif d'avoir une tendance obsessionnelle, les TOC sont une pathologie chronique sévère qui, même si elle est contrôlée, diminuée, peut ressurgir ou changer de forme lors d'une situation de grand stress en lien avec des pensées limitatives ou de bouleversements familiaux antérieurs à une rémission. Les crises de TOC provoquent des déficits mnésiques. Ces personnes sont atteintes d'alexithymie partielle et ont pour une partie des difficultés, c'est-à-dire pour les personnes qui ont intégré leurs troubles à des routines, à lier leurs TOC à une détresse, nommer la sensation « angoisse » précédant la compulsion et déterminer les situations où elles font face à des surcharges sensorielles.

- Trouble dissociatif de l'identité (TDI)

- Schizophrénie (voir aussi régulation sensorielle)[14] : les personnes atteintes de schizophrénie sont sujettes à une surcharge sensorielle, car elles ne peuvent pas détourner leur attention de stimuli sensoriels répétitifs et sans importance[15]. L'incapacité des schizophrènes à se concentrer sur les stimuli pertinents et à filtrer les stimuli sensoriels inutiles et excessifs est due à des problèmes physiologiques de régulation sensorielle, et le test de l'onde P50 à clics appariés peut être utilisé pour déterminer si une personne présente des anomalies de régulation sensorielle et est donc sujette à une surcharge sensorielle[16]. Une théorie proposée pour expliquer la surcharge sensorielle chez les patients schizophrènes est que les anomalies de l'alpha-7[15] et des récepteurs nicotiniques de l'acétylcholine de faible affinité empêchent les voies de transduction normales entre le cortex et l'hippocampe qui facilitent la régulation sensoriel[16].

- Misophonie, une « haine du son » pathologique : les personnes misophones présentent une hypersensibilité à certains bruits répétitifs tels que les bruits de mastication, d'aspiration, de tapotement des doigts, de battement de pieds, de raclement de gorge, de cliquetis de stylo et de frappe sur le clavier ; elles réagissent aux bruits déclencheurs par une détresse émotionnelle et une activité hormonale accrue du système sympathique[17]. Lorsqu'elles sont soumises à des bruits qui déclenchent des réponses misophoniques, elles ont l'impression d'être surchargées de stimuli auditifs et cherchent à fuir ou à bloquer le bruit déclencheur[17]. Par rapport aux témoins sains, les misophones présentent un pic N100 plus faible en réponse à la négativité de discordance, mais il ne s'agit pas d'un biomarqueur fiable pour la condition et la surcharge sensorielle[17]. Un indicateur plus fiable de la prédisposition à la surcharge sensorielle est l'activation accrue du cortex insulaire antérieur, évoquée par les bruits déclencheurs et mesurable par IRMf ; le cortex insulaire antérieur pourrait être impliqué dans la voie qui donne lieu à la sensation de surcharge sensorielle chez les misophones[17]. Selon des hypothèses de recherches, la misophonie serait une synesthésie son-douleur, un mélange sensoriel entre la nociception et l'ouïe.

- Synesthésie : il est prouvé que le cortex visuel des personnes avec une synesthésie graphème-couleur est plus sensible que celui des personnes normales. De plus, les personnes avec synesthésie graphème-couleur répondent plus fortement aux stimuli visuels que les personnes sans synesthésie[18]. Les personnes avec synesthésie graphème-couleur déclarent ressentir un stress et un inconfort visuels en réponse à des grilles de fréquences spatiales moyennes et élevées[18], en corrélation avec une surcharge sensorielle évoquée par des stimuli visuels intenses. Il y a plus de 150 combinaisons possibles de synesthésies impliquants 2 ou plus de 2 sens. Les individus concernés par la synesthésie peuvent vivre avec sans savoir qu'ils en sont atteints.

- Trouble anxieux généralisé (TAG) : les personnes atteintes de trouble anxieux généralisé sont très sensibles aux stimuli externes qui peuvent déclencher de l'anxiété et traitent l'exposition à ces déclencheurs par des pensées névrotiques[19]. Les personnes avec TAG ont tendance à percevoir les stimuli sensoriels comme négatifs ou menaçants et ce biais alimente des processus de pensée négatifs qui exacerbent encore plus les sentiments d'inquiétude, de stress et d'anxiété[19]. Ces personnes sont hypersensibles et hypervigilantes aux stimuli ambigus, neutres et émotionnels et classent souvent ces stimuli comme négatifs[19]. Elles sont sujettes à une surcharge sensorielle lorsqu'elles se trouvent dans des environnements nouveaux ou qu'elles interagissent avec de nouvelles personnes, car les stimuli ambigus et neutres sont généralement traités comme menaçants ou négatifs. Les adolescents et les enfants évitent particulièrement les stimuli nouveaux et en sont angoissés, ce qui, selon la théorie, est dû à une hyperactivité du système nerveux sympathique ou à une sous-activité du système nerveux parasympathique[19].

- Trouble du spectre de l'autisme[20],[21] : les autistes présentent une hypersensibilité auditive qui peut entraîner une surcharge sensorielle[22]. Bien que les autistes ne présentent pas d'anomalies de régulation sensoriel P50, elles présentent des anomalies de régulation sensoriel liées au test N100 qui indique une irrégularité de la direction de l'attention et des voies mentales descendantes[22]. On suppose que les perturbations et les difficultés à diriger l'attention vers des stimuli pertinents, qui se manifestent par des écarts par rapport aux réponses standard P200 et N100, sont partiellement responsables de la sensation d'être submergé par les stimuli sensoriels chez les autistes[22].

- Syndrome de Tourette (SGT) : il a été suggéré que les personnes atteintes du syndrome de Tourette présentent une hypersensibilité aux sensations corporelles qui trouve son origine dans un traitement d'ordre supérieur, résultant partiellement de la distorsion et de l'amplitude supérieure à la moyenne des signaux somatiques afférents[23]. Ces personnes ressentent des envies de faire des tics qui sont souvent localisées dans les régions du corps qui exécutent le tic[23]. On pense que les tics peuvent être causés par des problèmes de traitement sensoriel où les sensations déclenchent des mouvements qui se manifestent par des tics[24]. En outre, ces personnes présentent une incapacité modérée à inhiber les stimuli distrayants[25] ce qui pourrait conduire à une surcharge sensorielle. Les personnes atteintes de syndrome de Tourette peuvent avoir tendance à avoir des tics dans un environnement où les stimuli sensoriels sont trop nombreux.

- Fibromyalgie : les personnes atteintes de fibromyalgie sont hypersensibles aux stimuli intenses tels que les lumières vives, les bruits forts, les parfums et les températures froides. Elles présentent également des nocicepteurs hyper-excitables[26]. Lorsque ces personnes sont soumises à des stimuli intenses, elles ressentent une surcharge sensorielle sous forme de douleur. On pense que l'activité anormale du cortex préfrontal dorsolatéral gauche et la réduction de la production ou de la réception de sérotonine sont partiellement responsables de la sensation de douleur en réponse à des stimuli intenses[26].

- Syndrome de fatigue chronique (SFC) : les personnes atteintes de syndrome de fatigue chronique présentent une hypersensibilité aux stimuli nocifs, au stress et à la douleur[27]. Ces sensibilités s'expliquent en partie par des anomalies des voies de neurotransmetteurs impliquant la sérotonine et l'acétylcholine[27]. Lorsqu'elles sont exposées à des stimuli intenses, elles signalent des douleurs, de la fatigue, des nausées et une réduction de leurs capacités cognitives ; une surcharge sensorielle chronique leur provoque une sensation de brouillard cérébral[27].

## Traitements
Il existe de nombreuses façons de traiter la surcharge sensorielle. L'une est de réduire cette tension est de faire de l'ergothérapie. Cependant, il existe de nombreuses façons pour les personnes présentant des symptômes de les réduire elles-mêmes. Être capable d'identifier ses propres déclencheurs de surcharge sensorielle peut aider à les réduire, les éliminer ou les éviter. Le plus souvent, le moyen le plus rapide de soulager les symptômes de surcharge sensorielle est de se retirer de la situation. Une pression profonde contre la peau combinée à un apport proprioceptif qui stimule les récepteurs des articulations et des ligaments calme souvent le système nerveux. 
Réduire les entrées sensorielles telles que l'élimination des sons pénibles et la baisse des lumières peut aider. Se calmer en se concentrant sur de la musique fonctionne pour certains. Si une pause rapide ne résout pas le problème, un repos prolongé est conseillé. Les personnes ayant des problèmes de traitement sensoriel peuvent bénéficier d'un régime sensoriel d'activités et d'aménagements conçus pour prévenir la surcharge sensorielle et ré-entrainer le cerveau à traiter les entrées sensorielles plus généralement. Il est important, dans les situations de surcharge sensorielle, de retrouver son calme et de revenir à un niveau normal.

## Prévention

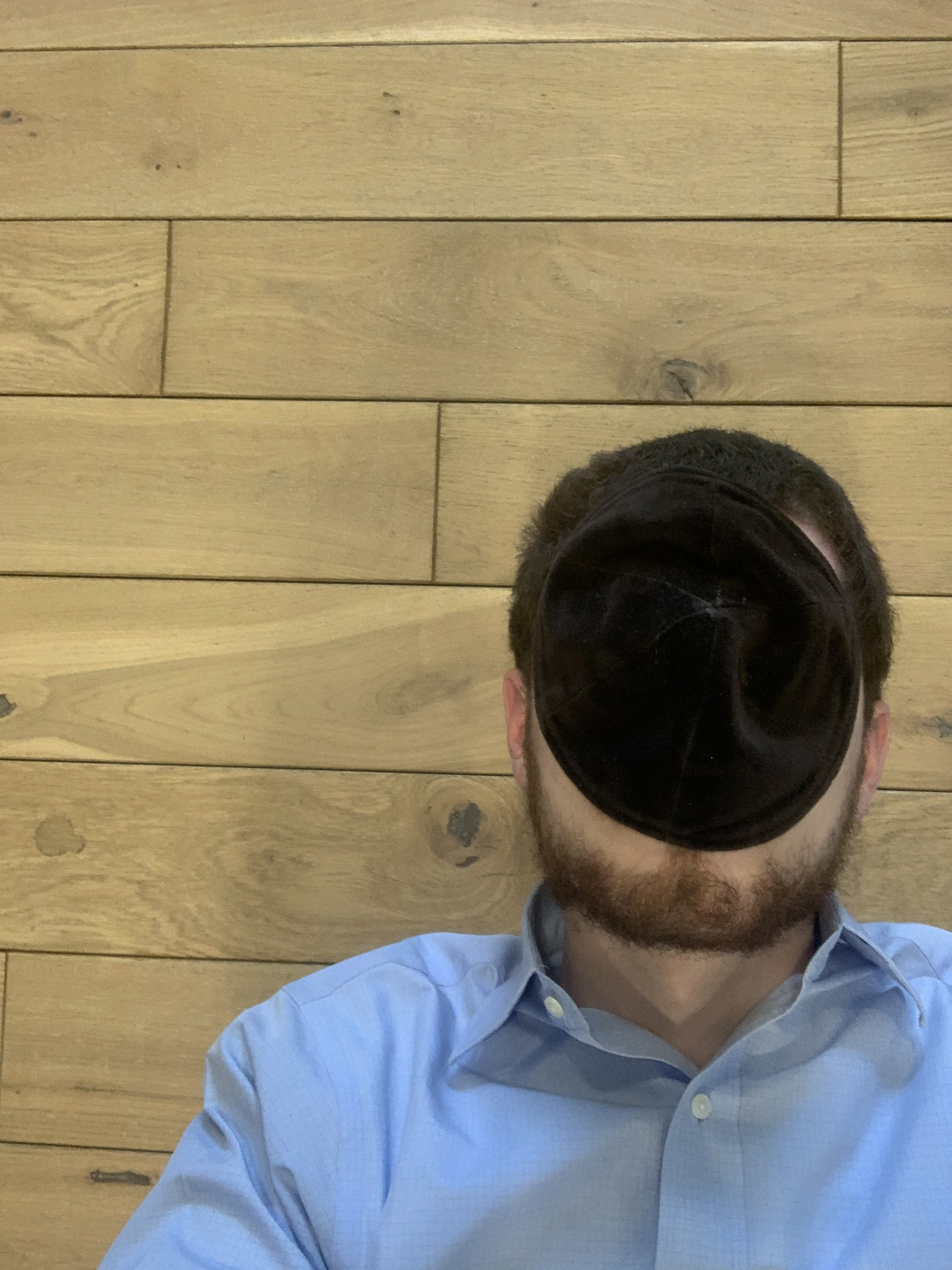
Usage ad hoc de la privation sensorielle. Utiliser une kippa pour bloquer la lumière lors d'un moment inattendu d'hypersensibilité.

Il existe trois méthodes différentes pour traiter la surcharge sensorielle : l'évitement, la fixation de limites et la méditation. Le processus d'évitement consiste à créer un environnement plus calme et ordonné. Cela comprend la réduction du bruit au minimum et la réduction de la sensation d'encombrement. Pour éviter une surcharge sensorielle, il est important de se reposer avant les grands événements et de concentrer son attention et son énergie sur une chose à la fois. Fixer des limites implique de limiter le temps consacré à diverses activités et de sélectionner des environnements adéquat pour éviter les foules et le bruit. On peut également limiter les interactions avec des personnes spécifiques pour aider à prévenir la surcharge sensorielle.

## Commercialisation
Il peut être difficile de distinguer et de comprendre les informations en cas de surcharge sensorielle. Même des stimuli sans signification tels que le bruit blanc ou les lumières scintillantes peuvent induire une surcharge sensorielle. 
La surcharge sensorielle est courante chez les consommateurs, car de nombreuses entreprises se font concurrence, en particulier avec de la publicité. Les annonceurs utiliseront les meilleures couleurs, mots, sons, textures, designs et bien plus encore pour attirer l'attention d'un client. Cela peut influencer le consommateur, car il sera attiré par un produit qui attire davantage l'attention. Cependant, les décideurs politiques et les annonceurs doivent être conscients que trop d'informations ou de produits accrocheurs peuvent entraîner une surcharge sensorielle[réf. nécessaire].

### Implications des politiques publiques
Les implications des politiques publiques en ce qui concerne la surcharge d'informations reposent sur deux hypothèses principales. Les hypothèses des décideurs sont, premièrement, de supposer que les consommateurs disposent d'une grande capacité de traitement et de beaucoup de temps pour traiter l'information. Deuxièmement, les consommateurs peuvent toujours assimiler les informations sans se préoccuper sérieusement de la quantité d'informations présentées. 
Comme l'ont souligné les chercheurs, les décideurs devraient mieux comprendre la différence entre le processus et la disponibilité de l'information. Cela aidera à réduire la possibilité de surcharge d'informations. Dans certains cas, le temps de traitement de ces informations dans une publicité peut être de 6 secondes sur 30. Des informations aussi rapides peuvent rendre les consommateurs confus et surchargés. Pour comprendre comment les consommateurs traitent l'information, trois facteurs doivent être analysés. Des facteurs tels que la quantité d'informations fournies, la source des informations correctives et la manière dont elles sont présentées au consommateur. Différents types de supports ont des exigences de traitement différentes. Un résultat optimal pour les décideurs politiques pour inciter les annonceurs à essayer est de présenter des informations par le biais d'une publicité télévisée énonçant des faits simples sur un produit, puis d'encourager le public à consulter leur site Web pour plus de détails. Par conséquent, le temps de traitement  d'une publicité ne serait pas surchargé d'informations, évitant ainsi au consommateurs une surcharge sensorielle[réf. nécessaire].

### Implications pour les consommateurs
Les consommateurs d'aujourd'hui sont obligés d'apprendre à faire face à la surcharge et à l'abondance d'informations, à travers la radio, les panneaux d'affichage, la télévision, les journaux et bien plus encore. L'information est partout et est présentée aux consommateurs sous tous les angles et dans toutes les directions. Par conséquent, Naresh K. Malhotra, auteur de l'article Information and Sensory Overload, présente les lignes directrices suivantes. Premièrement, les consommateurs doivent essayer de limiter la consommation d'informations externes et de stimulations sensorielles pour éviter une surcharge sensorielle. Cela peut être fait en éliminant les informations non pertinentes présentées par les médias et les spécialistes du marketing pour attirer l'attention du consommateur. Deuxièmement, enregistrez les informations importantes à l'extérieur plutôt que mentalement. 
Les informations peuvent être facilement oubliées mentalement une fois que l'individu est surchargé par ses sens. Ainsi, il est recommandé au consommateur d'écrire les informations importantes plutôt que de les stocker mentalement. Troisièmement, lors de l'examen d'un produit, ne surchargez pas leurs sens en examinant plus de cinq produits à la fois. Cela conduira à de la confusion et de la frustration. Quatrièmement, traitez les informations là où il y a moins d'informations non-pertinentes. Cela éliminera les informations externes et les distractions sensorielles telles que le bruit blanc et d'autres informations présentées dans un environnement. Enfin, il est important de faire de la consommation une expérience agréable et détendue. Cela aidera à diminuer le stress, les sensations accablantes et l'expérience de surcharge sensorielle.

## Histoires de cas
Peu d'études ont été réalisées sur la surcharge sensorielle, mais un exemple d'étude de surcharge sensorielle a été rapporté par Lipowski (1975) dans le cadre de sa revue d'articles au sujet du travail effectué par des chercheurs japonais à l'université du Tōhoku. Les chercheurs de Tohoku ont exposé leurs sujets à des stimuli visuels et auditifs intenses présentés de manière aléatoire dans une condition de confinement d'une durée allant de trois à cinq heures. Les sujets ont montré une excitation accrue et soutenue ainsi que des changements d'humeur tels que l'agressivité, l'anxiété et la tristesse. Ces résultats ont permis d'ouvrir la porte à d'autres recherches sur la surcharge sensorielle[réf. nécessaire].

## Histoire
Le sociologue Georg Simmel a contribué à la description de la surcharge sensorielle dans son essai de 1903 The Metropolis and Mental Life. Simmel décrit un paysage urbain de stimulations sensorielles constantes contre lesquelles le citadin doit créer une barrière pour rester sain d'esprit. Pour Simmel, la surcharge sensorielle de la vie urbaine moderne épuise les réservoirs d'énergie du corps, conduisant, entre autres, à une mentalité blasée ou blasée[Quoi ?] et à une approche calculatrice et instrumentalisante de l'autre. L'approche de Simmel peut être comparée aux écrits de Freud sur le shell shock ainsi qu'à l'analyse de Walter Benjamin sur le « choc » et la vie urbaine dans son essai de 1939 On Some Motifs in Baudelaire.